# گائل گارسیا برنال
گائل گارسیا برنال (اسپانیایی: Gael García Bernal‎؛ زاده ۳۰ نوامبر ۱۹۷۸) هنرپیشه، کارگردان و تهیه‌کننده سینمای مکزیک است. او مؤسس کانانا فیلمز در مکزیکو سیتی است.
وی بیشتر به خاطر ایفای نقش در فیلم‌های و همچنین مادرت(۲۰۰۱)، خاطرات موتورسیلکت و بابل و مجموعه‌های تلویزیونی آمازون استودیوز و موتزارت در جنگل شناخته شده‌است. در سال ۲۰۱۶، مجله تایم نام او را در لیست سالانهٔ تایم ۱۰۰ قرار داد. وی بیشتر بخاطر ایفای نقش در وسوسه‌ام نکن، تکه‌ای از بهشت و خون‌آشام‌ها، کوکو شناخته می‌شود.

## جوایز و افتخارات

### جایزه گلدن گلوب
| سال  | دسته‌بندی          | سریال           | نتیجه |
| ---- | ----------------- | --------------- | ----- |
| ۲۰۱۶ | بهترین بازیگر مرد | موتزارت در جنگل | پیروز |